# Ewiger Jude

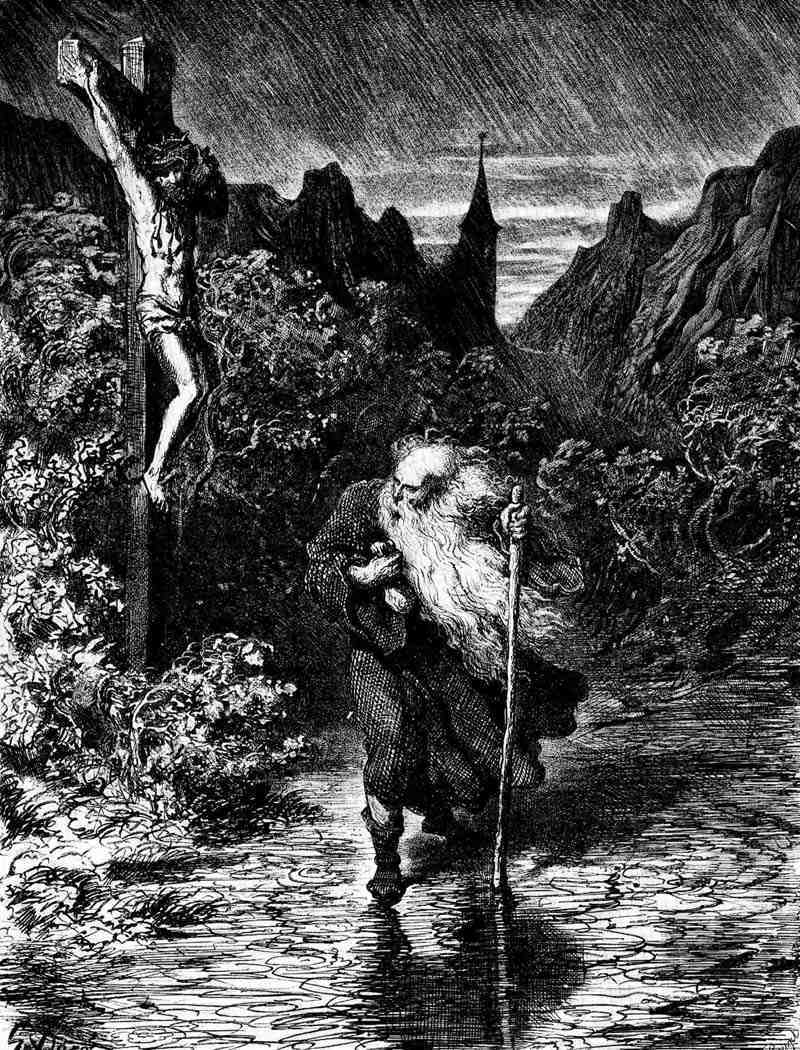
Der Wandernde Jude von Gustave Doré

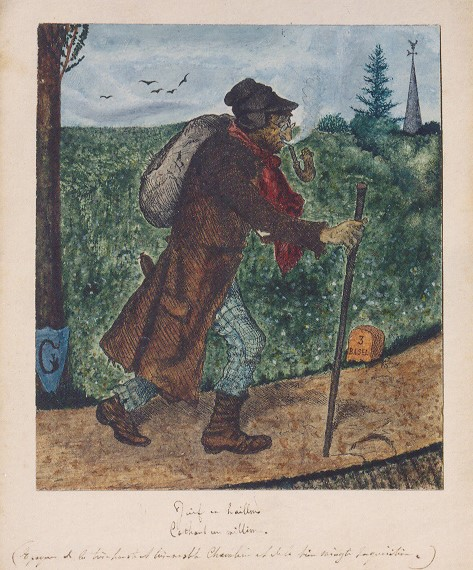
Bearbeitung des Motivs „Ewiger Jude“, Basel, 1820–1840, Jüdisches Museum der Schweiz

Der Ewige Jude (oder Wandernde Jude) ist die Hauptfigur einer christlichen Volkssage, die seit dem 13. Jahrhundert Verbreitung fand. Die Sage thematisierte ursprünglich einen Menschen unbekannter Herkunft, der Jesus Christus auf dessen Weg zur Kreuzigung verspottete und dafür von diesem verflucht wurde, unsterblich seine Wiederkunft zu erwarten. Bereits in den frühen Formen der Legende wurde die Figur gelegentlich als Jude bezeichnet, aber längst nicht immer. In der einzigen ausführlichen Version des 13. Jahrhunderts heißt der ‚ewig Lebende‘ Cartaphilus und soll ein – wahrscheinlich römischer – Türhüter des Pontius Pilatus gewesen sein.
Eine anonyme deutschsprachige Schrift mit dem Titel Kurtze Beschreibung und Erzehlung von einem Juden mit Namen Ahasverus, gedruckt erschienen in Leiden 1602, machte aus dieser Figur einen rastlos wandernden Juden und gab ihr den Namen Ahasverus (eine Anspielung auf einen altpersischen König). Diese neue Version der Legende verbreitete sich in ganz Europa.
Die Figur des ewig durch die Zeiten wandernden Juden ging in den verschiedenen Ländern unter verschiedenen Namen in die Volkssagen ein: Cartaphilus, Johannes Buttadeus, Mattathias, Paul Marrane und andere. In Frankreich ist der Name Isaac Laquedem geläufig, sowohl aus Legenden als auch aus einer Novelle von Alexandre Dumas.
Die Gestalt wurde seither in zahlreichen literarischen Werken, in Kunst und Musik thematisiert. Sie spielte im Antisemitismus bis hin zur nationalsozialistischen Propaganda in der Zeit des Nationalsozialismus eine Rolle.

## Inhalt der Schrift von 1602

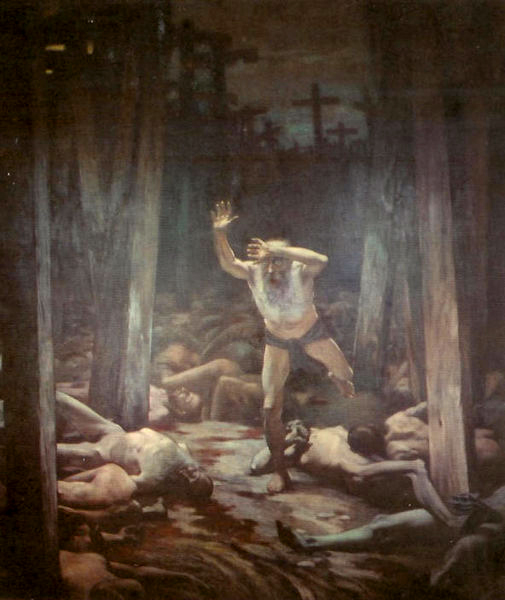
Der Wandernde Jude von Samuel Hirszenberg, 1899

Die im Jahr 1602 gedruckte Erzählung enthält die Grundzüge aller ihr folgenden Varianten:
Der Schuhmacher Ahasverus habe zur Zeit Christi in Jerusalem gelebt, Christus für einen „Ketzer und Verführer“ gehalten und sich für seine Verurteilung und Hinrichtung eingesetzt, „weil er anders nichts gewusst“. Als Christus das Kreuz zur Hinrichtungsstätte trug, habe Ahasverus ihm eine kurze Rast vor seinem Haus verweigert. Christus habe ihn angesehen und zu ihm gesagt:

„Ich wil stehen vnd ruhen / du aber solt gehen.“

Daraufhin habe er nicht in seinem Haus bleiben können. Er sei Christus gefolgt und habe zugesehen, wie er hingerichtet wurde; anschließend habe er nicht nach Jerusalem zurückkehren können. Seither wandere er durch alle Länder. Er wisse nicht, was Gott mit ihm vorhabe,

„ob er ihn vielleicht bis am Jüngsten Tag als ein lebendigen Zeugen des Leiden Christi zu mehrer Überzeugung der Gottlosen und Ungläubigen also erhalten wolle.“

Ahasverus spreche immer die Landessprache und zeige Demut und Gottesfurcht. Zuletzt habe er sich in Hamburg aufgehalten und sei 1599 nach Danzig gekommen. Der spätere Schleswiger Bischof Paul von Eitzen (1521–1598) habe ihn 1542 in Hamburg während eines Gottesdiensts gesehen. Die Bewegung des Fremden bei der Nennung des Namens Jesus Christus sei ihm aufgefallen; deshalb habe er ihn später befragt und seine Geschichte erfahren. Von Eitzen habe sie mehrmals dem Autor und anderen weitererzählt.

## Früheste Formen der Legende
Im 7. Jahrhundert, am Ende des 12. Jahrhunderts und vor allem im 13. Jahrhundert wurden verschiedene frühe Versionen der Legende aufgezeichnet. Gemeinsames Element ist das unaufhörliche Leben eines Menschen, der bei der Passion Jesu zugegen war. Ob er Jude, Römer oder ‚Äthiopier‘ war, steht nicht im Zentrum des Interesses; von einem Zwang zu ruhelosem Wandern ist nie die Rede.

### Johannes Moschos, um 610/620
Bereits im frühen 7. Jahrhundert erwähnte der byzantinische Mönch Johannes Moschos († um 620) einen ‚Äthiopier‘, der Christus vor dessen Kreuzigung geschlagen habe und seither unaufhörlich weinen müsse. Auf Zypern hatte ein Mönch, der nach einer schweren Sünde selbst nicht mehr aufhören konnte zu weinen, berichtet, er habe diesen ‚ewig Weinenden‘ getroffen:

„‚Und nach zwei Tagen sehe ich einen Mann, einen Äthiopier, der mit Lumpen bekleidet war und mir sagte: ‚Ich und du sind zur gleichen Strafe verurteilt worden.‘ Und ich sage ihm: ‚Wer bist du?‘ Und er antwortete mir: ‚Ich bin derjenige, welcher den Schöpfer aller Dinge, unseren Herrn Jesus Christus, in der Zeit seines Leidens gegen das Kinn schlug.‘ ‚Deshalb also‘, sagte der Mönch, ‚kann ich nicht mehr aufhören zu weinen.‘“

### Burchard von Straßburg, um 1180/1190
In Westeuropa schrieb Burchard von Straßburg († nach 1194), der um 1175 von Friedrich Barbarossa mit einer Gesandtschaft an Sultan Saladin betraut worden war, möglicherweise als Erster einen Satz über einen ‚ewig Lebenden‘ nieder, dessen Name Johannes Buddeus laute. Am Ende eines kurzen Textes über die Verehrung der Mutter Gottes in einem syrischen Kloster fügte Burchard an:

„Es wurde mir glaubwürdig gesagt, dass in den Gebieten jenseits des Meeres im Heiligen Land ein Mann namens Johannes Buddeus, der bei der Passion unseres Herrn Jesus Christus zugegen gewesen sei, immer noch lebe und weiter leben müsse bis zum Jüngsten Tag.“

### Chronik von Santa Maria della Ferraria, 1223
Eine Chronik aus dem Kloster Santa Maria della Ferraria in Kampanien bezeichnete in einem Eintrag zum Jahr 1223 den Mann, den Reisende in Armenien gesehen hätten, als „einen Juden“ (quendam Iudeum). Von den heute bekannten Berichten ist dies der früheste, der das Wort enthält.

„Im gleichen Jahr berichteten Leute, die aus dem Gebiet jenseits der Berge durch Ferraria reisten, dem Abt und den Brüdern dieses Ortes, sie hätten in Armenien einen Juden gesehen, der bei der Passion Christi gewesen sei und diesen, als er zur Passion ging, in unrechter Art angetrieben (oder: gestoßen, geschlagen) und zu ihm gesagt habe: ‚Gehe, Verführer, um zu empfangen, was du verdienst.‘ Ihm habe der Herr geantwortet: ‚Ich gehe, und du wirst warten, bis ich zurückkehre.‘ Wie gesagt wird, verjüngt sich dieser Jude alle hundert Jahre von einem Greis wieder zu einem Mann von dreißig Jahren, und er kann nicht sterben, bis der Herr kommt.“

### Roger von Wendover, 1228
Den vermutlich einzigen ausführlichen Bericht über den ‚ewig Lebenden‘ vor 1602 schrieb der englische Mönch Roger von Wendover († 1236) in seiner Weltchronik Flores Historiarum (‚Blumen der Geschichte‘).
Gemäß Rogers Eintrag zum Jahr 1228 erzählte ein armenischer Erzbischof von einem Mann namens Joseph, der die Passion Jesu miterlebt habe und immer noch lebe. Joseph, der damals Cartaphilus geheißen habe und Türhüter im Dienste des Pontius Pilatus gewesen sei, habe den verurteilten Jesus geschlagen und spottend aufgefordert, schneller zu gehen. Als Strafe habe ihn dieser dazu verdammt, lebend seine Wiederkunft zu erwarten. Joseph sei nun ein vorbildlicher Christ und werde als Zeuge der Auferstehung Christi von den Bischöfen sehr geschätzt.
Die Worte Christi („ich gehe, und du wirst warten, bis ich zurückkehre“) sind in Rogers Bericht fast dieselben wie in der italienischen Chronik von 1223, und auch das Motiv der regelmäßigen Verjüngung der Hauptfigur kommt in beiden Versionen vor.
Roger von Wendovers Nachfolger Matthaeus Parisiensis († 1259) übernahm die Erzählung in seinem Werk Chronica maiora mit geringfügigen Änderungen; in einer Illustration am Rand des Manuskripts stellte er aber Cartaphilus als Juden dar. Seine Chronik erfreute sich später großer Beliebtheit. Sie wurde 1571 in London und 1589 in Zürich gedruckt, könnte also dem Autor der Schrift von 1602 bekannt gewesen sein. Die Kurtze Beschreibung und Erzehlung stimmt in der Darstellung des gottesfürchtigen und demütigen Bekehrten, welcher das Passionsgeschehen bezeugen kann, weitgehend mit Roger von Wendovers Bericht überein.

### Philippe Mouskes, um 1245
Philippe Mouskes aus Flandern († 1282) berief sich in seiner Reimchronik auf den gleichen armenischen Erzbischof wie Roger von Wendover. In altfranzösischen Versen gestaltete er folgende Version der Legende:

„Als die Juden den Herrn zum Tode abführten, sagte jener zu ihnen: ‚Wartet auf mich, ich gehe auch dahin, um den falschen Propheten gekreuzigt zu sehen.‘ Der wahre Gott sah ihn an und sprach: ‚Sie werden dich nicht erwarten; doch wisse, du wirst mich erwarten.‘ Und noch wartet er, denn er ist nicht gestorben. Alle hundert Jahre wird er wieder jung. Man erzählt, dass Ananias, einer der wahren Propheten, ihn taufte. So wird er zur Strafe warten und nicht sterben können bis zum Tage des Gerichts.“

Die Taufe durch Ananias ist der Version von Mouskes und derjenigen von Roger von Wendover gemeinsam; die regelmäßige Verjüngung wird bereits zum dritten Mal erwähnt. Das Vergehen der Hauptfigur hingegen wird von Mouskes eigenwillig abgewandelt. Ob der Sünder selbst ein Jude war, geht aus den Versen nicht direkt hervor, aber er wird im wörtlichen Sinn als Mitläufer der Juden dargestellt, die Jesus zum Kreuz führten. Diese nennt Mouskes li faus Judeu, „die falschen Juden“: Die oben zitierte Übersetzung von Leonhard Neubaur (1893) unterschlägt das Adjektiv.

## Biblische Anknüpfungspunkte

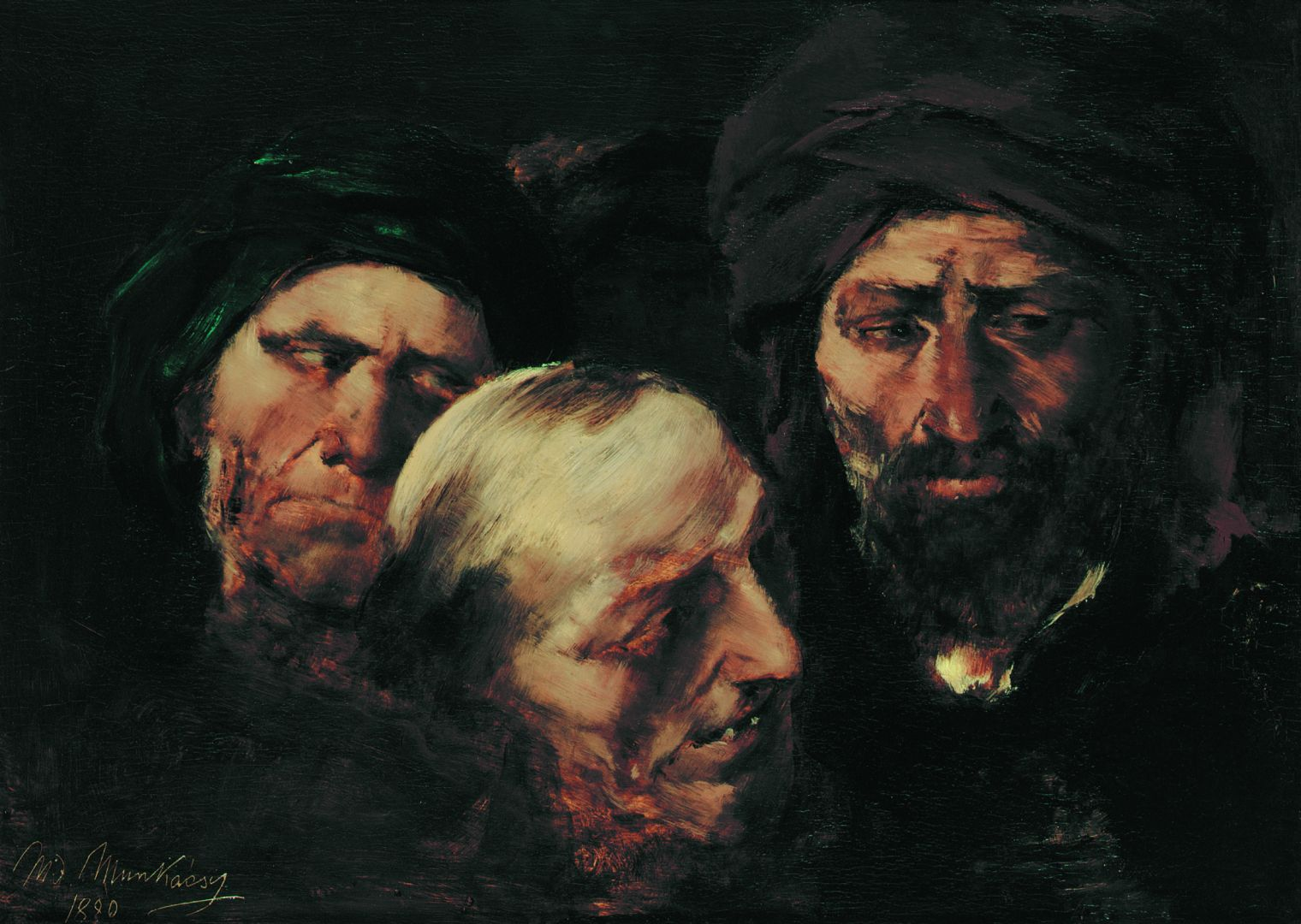
Motiv des „Ewigen Juden“ in einer Studie zur Vorbereitung des Gemäldes Christus vor Pilatus, Mihály von Munkácsy, 1880

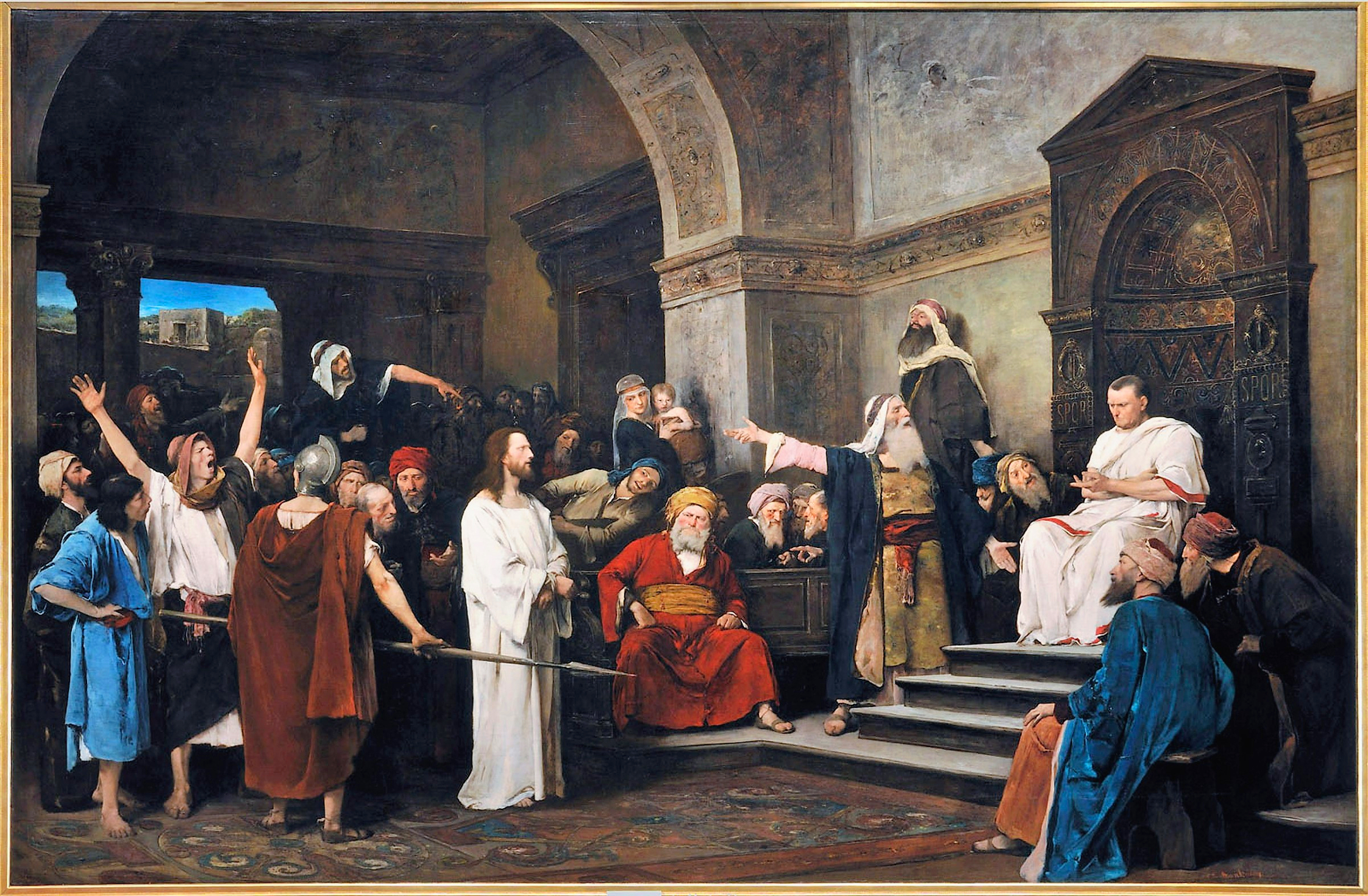
Christus vor Pilatus, Mihály von Munkácsy, 1881

Die mittelalterliche Legendenfigur Johannes Buttadeus bzw. Cartaphilus („der sehr geliebte“, was ebenfalls auf den ‚Lieblingsjünger‘ Johannes hinweist) geht wahrscheinlich auf eine Verschmelzung von zwei ganz unterschiedlichen biblischen Motiven im Volksglauben zurück: einerseits Unsterblichkeit als Belohnung für Johannes, anderseits Gewalt gegenüber Jesus bzw. seine Verspottung während der Passion.

### Leben bis zur Wiederkehr Christi: Johannes
Auf dem Titelblatt der Kurtzen Beschreibung von 1602 wurde „Mathei am 16.“ zitiert (Mt 16,28 ):

„Warlich ich sage euch/ es stehen allhie etliche/ die werden den Todt nit schmecken/ biß das sie deß Menschen Sohn kommen sehen in sein Reich.“

Noch wichtiger für die Entstehung von Legenden über einen ‚ewig Lebenden‘ war wohl eine Stelle am Ende des Johannesevangeliums (Joh 21,22–23 ), wo Jesus zu Petrus über seinen Lieblingsjünger Johannes sagt:

„Wenn ich will, dass er bleibt, bis ich komme, was geht das dich an? Du folge mir nach!“

Der Evangelist stellt klar, dass Jesus nicht gesagt habe, Johannes werde nicht sterben – wie andere Jünger gefolgert hätten. Doch der Glaube an die Unsterblichkeit des Johannes hielt sich im Volksglauben hartnäckig, wie Quellen aus dem 3., 4. und 12. Jahrhundert belegen.

### Übeltäter: „Malchus“
In den Evangelien werden mehrfach Frevler erwähnt, die Jesus misshandelten und verspotteten, z. B. Diener des Hohepriesters (Mk 14,65 ) und römische Soldaten (Mk 15,16–19 ). Die wichtigsten Anknüpfungspunkte dieser Art lieferten wahrscheinlich die folgenden zwei Schilderungen im Johannesevangelium:
- Malchus, Mitglied der bewaffneten Tempelwache, die Jesus festnehmen sollte, soll dabei auf den Widerstand des Simon Petrus gestoßen sein, der ihm mit dem Schwert ein Ohr abhieb (Joh 18,1–10 EU).
- Ein anderer, ungenannter Diener soll beim Verhör Jesu durch Hannas zugegen gewesen sein und Jesus ins Gesicht geschlagen haben, als dieser den Hohepriester auf die öffentlichen Zeugen seiner Predigt verwies (Joh 18,22–23 EU). Der Schläger wurde schon von altkirchlichen Autoren wie Johannes Chrysostomos mit Malchus identifiziert, womit dieser als besonders verächtlich galt.[19]

Die Bestrafung solcher Übeltäter ist in den Evangelien kein Thema. Doch lag es nahe, sich eine solche vorzustellen, und das Motiv ewiger Strafe für Frevel gegenüber einer Gottheit war aus der antiken Sagenwelt bekannt.

### Zu ruheloser Wanderschaft verdammt: Kain
In Kain, den Gott nach seinem Brudermord an Abel zu ruheloser Wanderschaft verurteilte, zugleich aber mit einem Zeichen vor Totschlag schützte (Gen 4,11–15 ), sah man nach christlicher Interpretation ab dem 4. Jahrhundert eine biblische Analogie zum Schicksal des jüdischen Volkes. Zur mittelalterlichen Figur Johannes Buttadeus bzw. Cartaphilus passt der Vergleich mit Kain relativ schlecht, denn dieser war nicht unsterblich und Cartaphilus kein ‚Wanderer‘. Der Autor der Schrift von 1602 hingegen könnte aus der Geschichte Kains das Motiv des Zwangs zur Wanderschaft bezogen haben, und später wurde Ahasver ebenso wie Kain als Repräsentant des jüdischen Volkes gedeutet (siehe unten, „Deutungstradition“).

### Josef von Arimathäa; Ahasveros
Gelegentlich wurde der Ewige Jude auch mit Josef von Arimathäa in Verbindung gebracht, der den Leichnam Jesu bestatten ließ (z. B. Lk 23,50–54 ). Ihm wurde in Legenden ebenfalls Unsterblichkeit nachgesagt, ähnlich wie dem Jünger Johannes. Gemäß Roger von Wendover nahm Cartaphilus nach seiner Taufe den Namen Joseph an, und am Anfang seiner Erzählung steht die Frage an den armenischen Erzbischof, ob er jenen oft erwähnten Joseph kenne, der Zeuge der Passion Jesu gewesen sei und immer noch lebe. Dazu passt, dass „Joseph“ laut Wendovers Bericht höchstes Ansehen genießt und selbst bei Bischöfen ein gern gesehener Gast ist.
Ahasveros war ursprünglich ein persischer Name. Er bezeichnet in der Bibel verschiedene antike Großkönige, unter anderem Xerxes I. (486–465 v. Chr.). Im Buch Ester wird Ahasveros erwähnt, der die Jüdin Ester zur Hauptfrau nahm und dessen Name dem mittelalterlichen Judentum als Moralanekdote für einen Dummkopf galt.

## Berichte über ‚Wanderer‘ in Europa (13. bis 16. Jh.)
Im 13. Jahrhundert berichtete der Astrologe Guido Bonatti, ein Mann, welcher seit Christi Zeit lebe, sei 1267 auf einer Pilgerreise durch die italienische Stadt Forlì gekommen. Er nannte ihn Johannes Buttadeus („Schlage-Gott“) – fast gleich wie Burchard von Straßburg etwa 80 Jahre zuvor („Johannes Buddeus“; siehe oben, „Früheste Formen der Legende“). Am Anfang des 15. Jahrhunderts tauchte in Florenz und in Siena ein ‚Wanderer‘ auf, der sich den Namen Johannes Buttadeus zugelegt hatte und behauptete, ein Zeuge der Passion Christi zu sein.
Ein ‚real existierender Wanderer‘ des 16. Jahrhunderts war der so genannte Jürgen, der in verschiedenen Städten des Baltikums Aufsehen erregte. Er berief sich nicht auf die Buttadeus-Legende, fiel aber durch extremen religiösen Eifer auf und machte angeblich eine Prophezeiung, die sich erfüllte. Möglicherweise wurde der Autor der Schrift von 1602 auch durch Berichte über ihn beeinflusst: „Ahasverus“ und „Jürgen“ haben beide langes Haar und tragen unzureichende Winterkleidung; beide hören eifrig Predigten, warnen vor Sünde und sind stets auf Wanderschaft.

## Verbreitung der Legende
Die älteren Versionen der Legende wurden nur regional verbreitet. Erst die Fassung von 1602 machte den ‚ewig Lebenden‘ zum rastlos wandernden Juden, und sie wurde in kürzester Frist in vielen europäischen Ländern nachgedruckt. Im 17. Jahrhundert sind bereits 70 deutschsprachige Ausgaben davon bekannt, mehr als 100 weitere aus den Niederlanden, Frankreich, England, Italien, Dänemark, Schweden, Estland, Finnland und Polen.
Man schmückte die Legende vielfach weiter aus und gab Ahasver verschiedene Namen, z. B. Isaak Laquedem in Holland oder Juan Espera-en-Dios („Hoffe auf Gott“) in Spanien. Der Name Buttadeo wurde in der italienischen Volkssage als „der von Gott Verstoßene“ gedeutet. Er gelangte auch in die Bretagne (Boudedeo).

## Deutungstradition

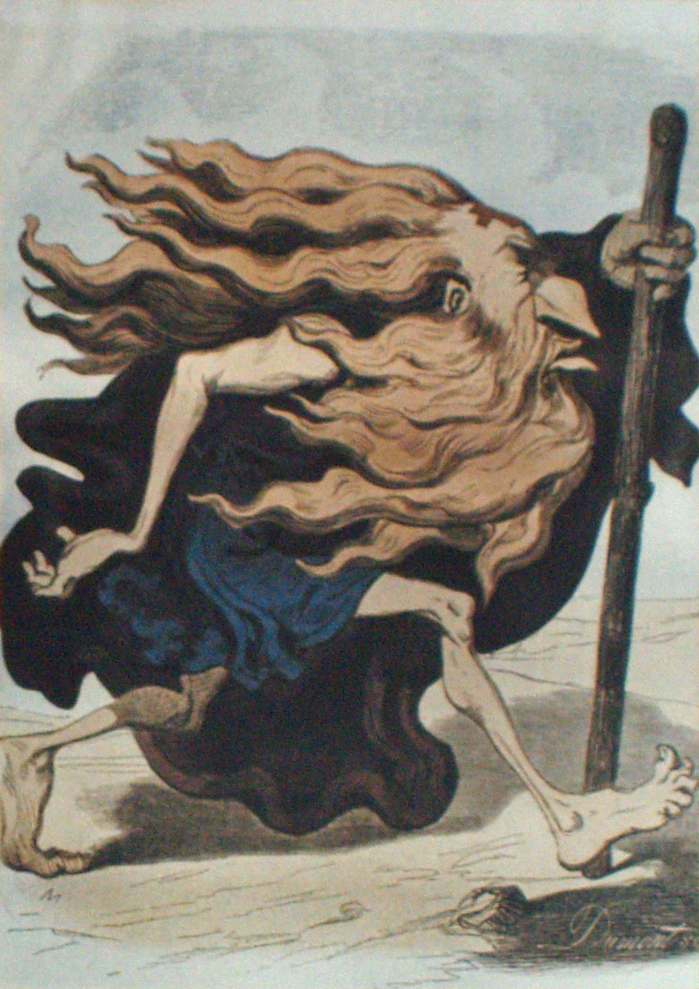
Der wandernde Ewige Jude, Farbholzschnitt nach Gustave Doré, 1852, Reproduktion in einer Ausstellung in Yad Vashem, 2007

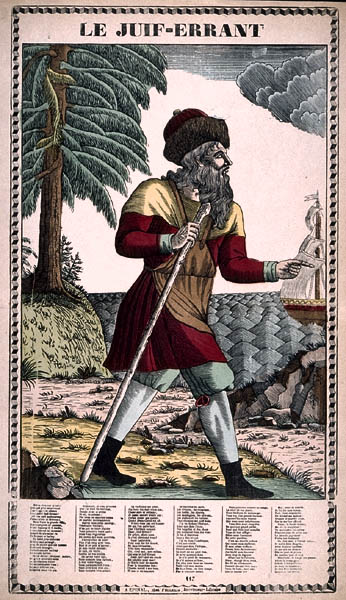
François Georgin: Der wandernde Jude, 1896

Fast alle der vorwiegend mündlich überlieferten Orts- und Volkssagen entstanden nach 1602 und beruhten auf der Leidener Legende. Doch sie lösten den ewigen Wanderer bald von seiner Beziehung zur Passion Jesu und machten ihn zum Sinnbild für die Leidensgeschichte des ganzen Judentums. Seine Rastlosigkeit wurde nicht mehr als durch konkrete Schuld verursachte göttliche Strafe, sondern als natürliche Eigenschaft aller Juden verstanden.
So gab der lutherische Theologe und Orientalist Johann Jacob Schudt (1664–1722) der Figur in seinem Werk Jüdische Merckwürdigkeiten (1714–1717) folgende Deutung:

„Dieser umlauffende Jude seye nicht eine eintzelne Person, sondern das gantze Jüdische nach der Creutzigung Christi in alle Welt zerstreuete umherschweifende und nach Christi Zeugnuss biss an den jüngsten Tag bleibende Volck.“

Im Vormärz kam in Preußen eine intensive Debatte über die Jüdische Emanzipation auf, die mit Bruno Bauers Aufsatz von 1843 unter dem Titel Die Judenfrage begann und von Karl Marx mit der Rezension Zur Judenfrage beantwortet wurde. In diesem Zusammenhang veröffentlichte Constantin Frantz 1844 den Aufsatz Ahasverus oder die Judenfrage. Darin hieß es:

„Das jüdische Volk selbst ist der ewige Jude. Es hat den Heiland von sich gewiesen, und so ist es über die ganze Erde zerstreut, und findet nirgends Ruhe; es will sich mit den Völkern vermischen und also sein Volkstum ertöten, und kann es nicht …“

Der Schweizer Dichter Gottfried Keller stellte in seiner Novelle Das Fähnlein der sieben Aufrechten von 1860 das unsterbliche jüdische Volk den vergänglichen erdverbundenen Völkern gegenüber: Es schleppe sich dahin

„… wie der ewige Jude, der nicht sterben kann, dienstbar allen neu aufgeschossenen Völkern, er, der die Ägypter, die Griechen und Römer begraben hat.“

Den sterblichen Völkern gehöre die Erde, sie hätten das Recht, diese zu beherrschen, während das Volk der Juden unheimlich und sinnlos weiterexistiere. Damit wurde die Figur zum Symbol für das Umherschweifende, Unsesshafte, Fremde, nicht Integrierbare, auch für das Geniale, das Degenerierte und die Dekadenz. Diese vom Ursprung der Legende abgelösten Stereotype gingen in den Antisemitismus ein. Der Nationalsozialismus griff sie auf und benutzte die Figur für seine NS-Propaganda. Alfred Rosenberg verknüpfte 1930 in seinem Mythus des 20. Jahrhunderts das Stereotyp des „ewigen Juden“ mit dem des jüdischen Parasiten, um die jüdische Minderheit zu dämonisieren:

„Wenn irgendwo die Kraft eines nordischen Geistesfluges zu erlahmen beginnt, so saugt sich das erdenschwere Wesen Ahasvers an die erlahmenden Muskeln; wo irgendeine Wunde aufgerissen wird am Körper einer Nation, stets frißt sich der jüdische Dämon in die kranke Stelle ein und nutzt als Schmarotzer die schwachen Stunden der Großen dieser Welt. Nicht als Held sich Herrschaft erkämpfen ist sein Sinnen, sondern sich die Welt ‚zinsbar‘ zu machen, leitet den traumhaft starken Parasiten. Nicht streiten, sondern erschleichen; nicht Werten dienen, sondern Ent-Wertung ausnutzen, lautet sein Gesetz, nach dem er angetreten und dem er nie entgehen kann – solange er besteht.“

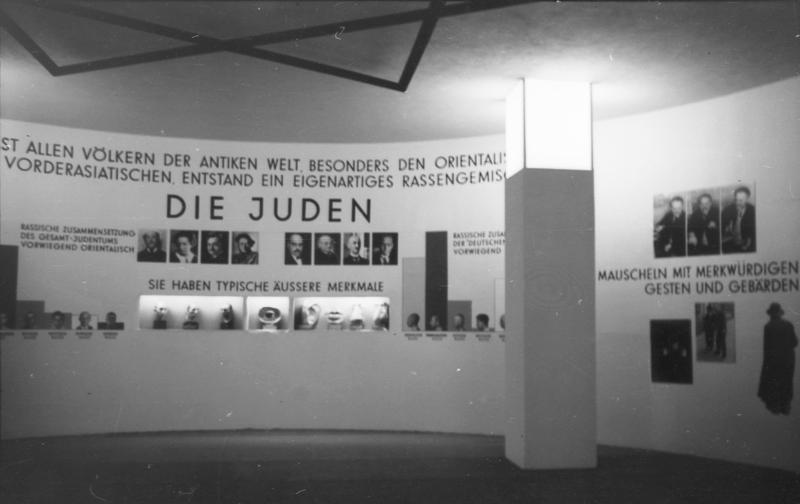
Ausstellung Der ewige Jude im Deutschen Museum (München) vom 7.–8. November 1937

1935 nannte Heinrich Himmler den ewigen Juden in einer Rede vor den SS-Spitzen „Führer der mörderischen Untermenschen“. Das Schüren von Judenhass war auch der Zweck des aufwendig produzierten Propagandafilms Der ewige Jude, der am 28. November 1940 erstmals gezeigt wurde.
Die Ahasverlegende wird bis heute literarisch stark aufgegriffen (Achim von Arnim, Berthold Auerbach, Ludwig Bechstein, Clemens von Brentano, Adelbert von Chamisso, Wilhelm Hauff, Heinrich Heine, Nikolaus Lenau, Adalbert Stifter, Richard Wagner, im 20. Jahrhundert dann von Nelly Sachs, Stefan Heym und Walter Jens) – ambivalent sowohl Mitleid heischend und als Projektionsfläche zur Deutung der jüdischen Identität als auch für antijüdische Agitation verwendet. So deutet das Engelwerk Ahasver in seinem programmatischen, auf die Gründerin Gabriele Bitterlich zurückgehenden Handbuch als „gestürzten Erzengel“ und „Geist des verfluchten Judenvolkes“ (S. 244). Dahinter steht die traditionelle antijudaistische Identifikation des Judentums mit Luzifer als dem Teufel.

## Künstlerische Verarbeitung
Die Figur des Ewigen Juden hat zum einen Neuauflagen und die Erforschung alter Legenden, zum anderen zahlreiche epische, lyrische und dramatische Texte, Opern und Bilddarstellungen angeregt. Sie wurde zum Hauptthema gemacht, in die Darstellung anderer Themen eingeflochten oder als Symbol für bestimmte Ideen, Prinzipien und Gegenwartsbezüge verwendet. Dabei wurden die Züge der christlichen Legende vielfach erweitert, verändert, mit anderen Motiven verknüpft und in neue Zusammenhänge gestellt.
Dieses kreative Interesse begann im Zeitalter der Aufklärung und setzte sich besonders in der deutschen Romantik fort: Damals wurde die Figur als Romanstoff so beliebt, dass Heinrich Heine 1826 vom „Mythos des ewigen Juden“ sprach. Die Nachkriegs- und DDR-Literatur hat diesen „Mythos“ erneut aufgegriffen.
Die folgende Aufzählung der bekannten Werke zur Figur des Ewigen Juden beruht im Wesentlichen auf den Zusammenstellungen von Friedrich Helbig, Albert Soergel, Werner Zirus und George Kumler Anderson.

### Epische Werke, Romane, Novellen

#### 18. Jahrhundert
- Johann Wolfgang von Goethe skizzierte 1774/1775 in Aus meinem Leben. Dichtung und Wahrheit ein großangelegtes Epos, das Ahasver zum Helden machen und mit dem niederländischen Philosophen jüdischer Herkunft Baruch de Spinoza ins Gespräch bringen sollte. Es blieb jedoch Fragment.
- Heinrich August Ottokar Reichard: Bibliothek der Romane, daraus Der Ewige Jude. Geschichts- oder Volksroman, wie man will (1780). Der Ewige Jude ist hier ohne antijüdische Konnotation freundlicher Zeuge historischer Wendepunkte bis zur Gegenwart des Autors; er wird schließlich Freimaurer.

#### 19. Jahrhundert
- Jan Potocki (1761–1815): Die Handschrift von Saragossa (1803–1815)
- Franz Horn (1781–1837): Der ewige Jude: Novelle (1816)
- Charles Robert Maturin (1780–1824): Melmoth der Wanderer (engl. Melmoth the Wanderer, 1820). Eine der wirkungsmächtigsten Dichtungen der sog. Gothic novel, in der das Motiv des Ewigen Juden mit dem Faust-Stoff verbunden wird.
- Gotthilf August von Maltitz (1794–1837): Gelasius, der graue Wanderer (1825)
- Wilhelm Hauff (1802–1827) lässt in den Mittheilungen aus den Memoiren des Satan (1826) den Teufel auf den Ewigen Juden treffen.
- Edgar Quinet (1803–1875): Ahasvère (1833), Mysterium als „Geschichte der Welt, Gottes in der Welt und des Zweifels in der Welt“
- Ludwig Aurbacher (1784–1847) Volksbüchlein (1827)
- Clemens Brentano (1778–1842): Blätter aus dem Tagebuch der Ahnfrau (1830)
- Moses Baruch Auerbacher, Berthold Auerbach (1812–1882): Spinoza, ein Denkerleben (1834)
- Claude Tillier (1801–1844): Mein Onkel Benjamin (1842). In dem satirischen Roman hält der Landarzt Benjamin die Bewohner eines abgelegenen Dorfes zum Narren, indem er sich selbst für den ewigen Juden und seine Schwester für die Jungfrau Maria ausgibt.
- Ferdinand Hauthal (unbekannt): Die Ahasveriade. Fragment (1838)
- Adalbert Stifter (1805–1868): Abdias (1843)
- Eugène Sue (1804–1857): Le Juif errant (deutsch: „Der wandernde Jude“; 10 Bände, 1844–1845). Hier tritt der Ewige Jude für die „Religion der Liebe“ ein und wird von einer Ewigen Jüdin begleitet. (Englische Übersetzung im Project Gutenberg)
- Hans Christian Andersen (1805–1875): Ahasverus (1847). Andersen macht den Juden zum „Engel des Zweifels“ und zugleich zum Vertreter des starren Jehova-Glaubens.
- Theodor Oelkers (1816–1869): Prinzessin Marie von Oldenhoff oder der ewige Jude (1848)
- Levin Schücking (1814–1883): Der Bauernfürst (1851), darin die Episode Die drei Freier
- J.G.Rönnefahrt (unbekannt): Tod Ahasvers (1855)
- Joseph Christian von Zedlitz (1790–1862): Die Wanderungen des Ahasverus, Fragment. Hier ist der Ewige Jude Sinnbild allen Weltschmerzes.
- Eduard Griesebach (1845–1906): Der neue Tannhäuser (1864)
- Robert Hamerling (1830–1899): Ahasver in Rom (1866)
- Bernhard Giseke (unbekannt): Ahasverus, der Ewige Jude (1868), als Typus des Zweiflers
- Viktor Rydberg (1828–1895): Prometheus und Ahasverus (1882). Beide zu ewigem Leiden verdammte Figuren führen einen Dialog. Ahasverus verkörpert das nihilistische „orientalische“ Prinzip: Er beugt sich der Welt der rohen Gewalt und grausamen Willkür, die dem Menschen nichts übrig lasse, als das Schicksal ohnmächtig hinzunehmen. Prometheus dagegen vertritt das idealistische „westliche“ Prinzip: Er begehrt aus Mitmenschlichkeit gegen Ungerechtigkeit und Despotie auf, kämpft für eine bessere Zukunft, Kunst und Kultur. Der am Ende erscheinende Messias gibt seine Sympathie für Prometheus zu erkennen.
- Fritz Mauthner (1849–1923): Der neue Ahasver. Roman aus Jung-Berlin (1882)
- Emil von Schönaich-Carolath (1852–1908): Don Juans Tod (1883)
- Joseph Seeber (1856–1919): Der ewige Jude (1894)
- Carry Brachvogel (1864–1942): Götter a. D. (1900)

#### 20. Jahrhundert
- August Vermeylen (1872–1945): Der Ewige Jude (Roman, flämisch 1906, deutsch 1923 mit 12 Holzschnitten von Frans Masereel)
- Matthias Blank (1881–1928): Ahasverus Brautfahrt (1908)
- Paul Ludwig von Heyse (1830–1914): Weltende (1909)
- Jacob Leopold Windholz (* 1871): Ahasver. Der Einsiedler. Zwei Erzählungen (1909)
- Ludwig Bär (unbekannt): Ahasver. Tagebuch (1909; gilt als verschollen)
- Albert Ehrenstein (1886–1950): Tubutsch (1912)
- Anna von Krane (1853–1937): Das Siegesfest der sechsten Legion (Novelle, 1915). Ahasver wandert nach der Zerstörung Jerusalems in das römische Germanien.
- Lion Feuchtwanger (1884–1958): Gespräche mit dem Ewigen Juden (1920). Satirische Erzählung über den frühen Nationalsozialismus.
- Leo Perutz (1882–1957): Der Marques de Bolibar (1920). Eine wichtige Figur des Romans – Salignac, ein napoleonischer Offizier, der Unglücksfälle anzieht, aber selbst dabei nie stirbt – wird von vielen Gestalten des Romans und schließlich auch vom Ich-Erzähler für den Ewigen Juden gehalten.
- Heinrich Nelson (1854–1929): Ahasvers Wanderung und Wandlung. Ein Märchen-Roman (1922)
- Alfred Joseph Werner Winckler (1881–1966): Der Irrgarten Gottes. Der chiliastische Pilgerzug (1922)
- Emil Szittya (1886–1964): Klaps oder Wie sich Ahasver als Saint Germain entpuppt (1924)
- Ludwig Diehl (1866–1947): Ahasver (1924)
- Egon Erwin Kisch (1885–1948): Der tote Hund und der lebende Jude (1934)
- Franz Werfel (1890–1945): Stern der Ungeborenen (1946–1945 beendet, nach Werfels Tod erschienen)
- Jorge Luis Borges (1889–1986): Der Unsterbliche, (1949)
- Friedrich Dürrenmatt (1921–1990): Der Verdacht (1951–1952). Darin identifiziert Dürrenmatt den KZ-Überlebenden Gulliver, der Jagd auf untergetauchte Nazis macht, mit dem Ewigen Juden.
- Gabriel García Márquez (1927–2014): Ein Tag nach dem Samstag (1955); Das Leichenbegängnis der Großen Mama (1962); Hundert Jahre Einsamkeit (1967)
- Walter Jens (1923–2013): Ahasver (1956)
- Pär Lagerkvist (1891–1974): Die Sibylle (1956); Der Tod Ahasvers (1960)
- Walter M. Miller, Jr.: Lobgesang auf Leibowitz (engl. A Canticle for Leibowitz, 1960; deutsch 1971). Der hier teilweise „Benjamin“ genannte Jude ist die verbindende Gestalt der fast zwei Jahrtausende überdeckenden Romanhandlung.
- Romain Gary (1914–1980): Der Tanz des Dschingis Cohn (1967, deutsch 1970). Der komische Roman verknüpft das Motiv des untoten Dibbuk mit einem wandernden Juden, der für immer in einem seiner Nazi-Mörder haust.[Anm 1]
- Alexander Lomm: Der Skaphander Ahasvers (Erzählung), erschienen in Die Rekonstruktion des Menschen (1980)
- Stefan Heym (1913–2001): Ahasver. Roman (1981). Dieses Hauptwerk Heyms erzählt die Geschichte Ahasvers auf drei miteinander verknüpften Ebenen: als Engel im Dialog mit Jesus Christus über den richtigen Weg zur Erlösung der Welt, wobei er die irdische Sozialrevolution vertritt, als Schuhmacher zur Zeit Jesu und als eine verschiedene Gestalten annehmende Figur, die schließlich das Missfallen Paul von Eitzens auf sich zieht, der, zumindest in der legendarischen Überlieferung des Volksbuchs, Zeuge des Auftretens Ahasvers gewesen sei und damit als Beglaubigungsinstanz fungiert, was im Roman Heyms allerdings ironisch gebrochen wird. Hinzu kommt ein ironischer Briefwechsel zwischen dem Gen. Prof. Dr. Dr. Siegfried Beifuß, Chef des fiktiven DDR-Instituts für wissenschaftlichen Atheismus, Behrensstraße 39a, 108 Berlin, und einem Apologeten der Existenz Ahasvers, dem Prof. Jochanaan Leuchtentrager (Luzifer) von der Hebrew-University, Jerusalem, Israel, über die Möglichkeit der Existenz des Ewigen Juden.
- Karl-Ulrich Burgdorf: Raven, Nr. 9 Im Turm der Lebenden Toten (Erstausgabe 1983 in der Serie Gespenster-Krimi)
- Carlo Fruttero, Franco Lucentini: L’amante senza fissa dimora (1986; deutsch: Der Liebhaber ohne festen Wohnsitz, 1986). In Venedig trifft eine Antiquitätenhändlerin den Reiseführer David Ashaver Silvera. Beide lösen einen Fall von Kunstschmuggel und gehen eine kurze, aber heftige Liebesaffäre ein.[32]
- Arkadi und Boris Strugazki: Die Last des Bösen. Roman (1988). Sowjetunion, 21. Jahrhundert: Demiurg und sein treuer Gehilfe, der Versicherungskaufmann Ahasver Lukitsch, tauchen in Taschlinsk auf.
- Michael Ende: Einer langen Reise Ziel (Erzählung), erschienen in Das Gefängnis der Freiheit (1992). Auf seiner Suche nach dem Motiv eines surrealistischen Gemäldes trifft Lord Cyril Abercromby auf den Wandernden Juden, der ihn zu einem noch unerforschten Stückchen Erde aussendet.
- Sebastiano Vassalli (1941–2015): Marco e Mattio (1992; deutsch: Marco und Mattio, 2012). In Vassallis Roman taucht die Figur eines nie alternden und immer unterschiedlich auftretenden Mannes auf, der wegen seines Spottes durch den zu kreuzigenden Jesus zur Unsterblichkeit verurteilt wurde; jedoch wird diese Figur nie als Jude identifiziert. Dieser Mann, der freilich dem literarischen Topos des „Ewigen Juden“ entspricht, hat nur noch im Traum eine Erinnerung an seine Begegnung mit Jesus und seine Verfluchung.
- Wilfried A. Resch: Rhoems letzte Welten (2000). Der Ewige Jude zieht neben anderen Figuren als „Alfred Tawinsky“ gemeinsam mit seiner unsichtbaren Band („The Invisible Background Noise Band“) durch ein mit einer Mauer vom verwüsteten Süden getrenntes Europa und erzählt in verschiedenen Etappen von seinem ersten Jahrhundert.

#### 21. Jahrhundert
- Oliver Buslau: Die fünfte Passion. Verlag Goldmann, München 2009.
- Isajon Sulton: Der ewige Jude (Boqiy Darbadar). Tashkent 2011.

### Lyrische Werke

#### 18. Jahrhundert
- Johann Wolfgang von Goethe: Des Ewigen Juden, erster Fetzen (1774)
- Christian Friedrich Daniel Schubart: Der ewige Jude. Eine Lyrische Rhapsodie (1783 oder 1787)

#### 19. Jahrhundert
- August Wilhelm Schlegel (1767–1845): Die Warnung (1801)
- Aloys Wilhelm Schreiber (1761–1841): Der ewige Jude (Gedicht, 1817)
- August Graf von Platen-Hallermünde (1796–1835): Auf Golgatha (1820)
- Karl Witte (unbekannt): Der laufende Jude auf der Grimsel (1820)
- Eduard von Schenk (1788–1841): Albertus Magnus (Fragment)
- Johann Ludwig Wilhelm Müller (1794–1827): Der ewige Jude und Lieder des Lebens und der Liebe (1823)
- Johann Gabriel Seidl (1804–1875) Die beiden Ahasver (1826, 1836)
- Nikolaus Lenau (1802–1850): Ahasver, der ewige Jude (Gedicht, 1827–1831); Der ewige Jude (Gedicht, 1836)
- Gustav Pfizer (1807–1890): Der ewige Jude (1831)
- Adelbert von Chamisso (1781–1838): Der neue Ahasverus (1832)
- Joseph Christian von Zedlitz (1790–1862): Die Wanderungen des Ahasverus (1832)
- Ludwig Wihl (1807–1882): Ahasvers Klage (1836)
- Joel Jacoby (1811–1863): Klage eines Juden (1837)
- Julius Mosen (1803–1867): Ahasver. Episches Gedicht (1838). In diesem Werk tritt der Ewige Jude in schroffen Gegensatz zum Christentum.
- Theodor Creizenach (1818–1877): Don Juan (1839)
- Ludwig Köhler (1819–1864): Der neue Ahasver (1841). Hier ist Ahasver ein Prophet der Freiheit und der Sozialrevolution.
- Ludwig Wihl (1807–1882): Der alte und neue Ahasver (1843)
- Franz Trautmann (1813–1887): Das Weltende (1843)
- Johann Georg Fischer (1816–1897): Der ewige Jude (1854)
- János Arany (1817–1882): Az örök zsidó (‚Der ewige Jude‘, 1860). Lyrischer Monolog, Ausdruck der existentiellen Vereinsamung und des Unerlöstseins des modernen Menschen
- Robert Hamerling (1830–1889): Ahasverus in Rom (1866). Episches Gedicht, das Kaiser Nero mit Ahasver identifiziert
- Seligmann Heller (1831–1890): Ahasverus (1866)
- József Kiss (1843–1921): Új Ahasvér (‚Der neue Ahasver‘, 1875). Schmerzhafte lyrische Reaktion auf die antisemitischen Äußerungen in Ungarn, acht Jahre nach der Emanzipation der Juden
- Adolf Pichler (1819–1900): Der ewige Jude (1880)
- Viktor Rydberg (1828–1895): Prometheus und Ahasverus (Ideengedicht, 1882)
- Carmen Sylva (1843–1916): Jehova (1882)
- Arno Holz (1863–1929): Ahasver. Phantasus (1885)
- Max Haushofer Jr. (1840–1907): Der ewige Jude. Ein dramatisches Gedicht (1886)
- Richard Hugo Max Zoozmann (unbekannt): Der Trost (1886)
- Frank Wedekind (1864–1918): Opportunistischer Zweifel (1898; später Sommer 1898)
- Therese Köstlin (1877–1964): Ahasver (1899)
- Ernst Müller (1880–1954): Ahasveros (1900)
- Ernst Müller (1880–1954): Ahasvers Gebet (1900)

#### 20. und 21. Jahrhundert
- Otto Julius Bierbaum (1865–1910): Golgatha (1901)
- Richard Fedor Leopold Dehmel (1863–1920): Ein Heinedenkmal (1901)
- Mathias Acher, Nathan Birnbaum (1864–1937): Ahasver und Acher (1904)
- Paul Mayer (1889–1970): Ahasvers Fröhlich Wanderlied (1913)
- Hans Reinhart (1880–1963): Ahasvers Ende (1916)
- Paul Mühsam (1876–1960): Der ewige Jude. Ein episches Gedicht (1925)
- Rudolf Kassner (1873–1959): Der ewige Jude. Mythen der Seele (1927)
- Salomo Friedländer, Mynona (1871–1946): Auto-Ahasver. Groteske (1928)
- Emil Szittya (1886–1964): Ein Porträersatz (um 1930)
- Gertrud Kolmar (1894–1943): Ewiger Jude. Das Wort der Stummen (1933)
- Günther Anders (1902–1992): Ahasver besingt die Weltgeschichte (1935)
- Nelly Sachs (1891–1970): Der Chor der Wandernden. Chöre nach der Mitternacht (1949)
- Marie Luise Kaschnitz (1901–1974): Ahasver (in: Neue Gedichte, 1957). In diesem Gedicht versucht Ahasver, in einem Hotelzimmer Selbstmord zu begehen, wird aber daran gehindert.
- Walter Mehring (1896–1981): Der Wanderer (1966)
- Oswald Levett (1884–1942): Verirrt in der Zeit (1985)
- Christian von Aster (* 1973): Ein Fremder in der Totenstadt (2009). Bei dem Versuch, ein Gift zu brauen, das ihn endlich tötet, bringt der Ewige Jude die Pest übers Land.
- Matthias Hermann (* 1958): Ahasver-Gedichte (2013)

### Dramatische Werke
- Ludwig Achim von Arnim (1781–1831): Halle und Jerusalem (Doppeldrama, „Studentenspiel und Pilgerabentheuer“, 1811)
- Ernst August Friedrich Klingemann (1777–1831): Ahasver (Trauerspiel, 1827)
- Wilhelm Langewiesche (1866–1934): Der ewige Jude. Drama in fünf Akten (1831)
- Hermann Kunibert Neumann (1808–1875): Das letzte Menschenpaar (1844)
- Johann Nestroy (1801–1862): Zwey ewige Juden und Keiner (Burleske in zwei Akten, 1846; ursprünglich Zwey ewige Juden für Einen, auch Der fliegende Holländer zu Fusse)
- Mihály Vörösmarty (1800–1855): Az örök zsidó („Der ewige Jude“, 1850; Fragment). Dialog des Ahasver mit dem Tod
- Ferdinand Ludwig Stolte (1806–1872): Faust. Drama in vier Teilen (1869)
- Hans Herrig (1845–1892): Jerusalem (Trauerspiel, 1874)
- Gustav Otto Wolff (1872–1943): Ahasver (1899)
- Peter Mervin (unbekannt): Der Tod des ewigen Juden (1902)
- Friedrich Lienhard (1865–1929): Ahasver am Rhein (1903)
- Walther Nithack-Stahn (1866–1942): Ahasver. Dramatisches Gedicht (1910)
- Ernst Toller (1893–1939): Die Wandlung. Das Ringen eines Menschen (Drama, 1918, UA 1919)
- Paul Baudisch (1899–1977): Catilina oder Ahasvers Zwischenspiel. Groteske Historie in fünf Akten (1921)
- Siegfried von der Trenck (1882–1951): Don Juan – Ahasver. Eine Passion der Erde (1930)
- Hermann Kuprian (1920–1989): Ahasver (Einakterzyklus in sechs Teilen, 1984)

### Märchen, Volksbücher und Legendensammlungen
- Ludwig Aurbacher: Ein Volksbüchlein. Enthaltend: Die Geschichte des ewigen Juden, die Abenteuer der sieben Schwaben, nebst vielen andern erbaulichen und ergötzlichen Historien. Zweyte, vermehrte und verbesserte Ausgabe für Volksfreunde. München 1835. –  Neuauflage, um 1905/1910: Münchener Volksschriften Nr. 29. Geschichte des ewigen Juden / Geschichte des Doktor Faustus; Legende vom Ritter St. Georg. Kevelaer.
- Anonymus: Der ewige Jude, die Schildbürger von Utopien und viele andere Legenden, Mährlein [usw.] (= Der Leitmeritzer Hausfreund, erster Teil). Prag/Leitmeritz/Teplitz 1837. – Ahasver hat sich hier auch während der Christenverfolgungen der Römerzeit als Henker der Christen angedient: „Und manches unschuldige Opfer wurde von seinen Händen erwürgt mit doppelter Qual.“ Später ist er Bundesgenosse Mohammeds und nimmt an der muslimischen Rückeroberung Jerusalems teil; beim Versuch, den Tempel anzuzünden, begegnet ihm Christus und bekehrt ihn. Er wird Klosterbruder, Kreuzfahrer und energischer Verteidiger des wahren Glaubens.
- Karl Joseph Simrock: Der ewige Jude. In: Zeitschrift für deutsche Mythologie und Sittenkunde, herausgegeben von Johann Walter Wolf, Band 1, Göttingen 1853.
- Ludwig Bechstein: Die verwünschte Stadt. In: Neues deutsches Märchenbuch. Leipzig 1856.
- Johann Georg Theodor Grässe: Der Tannhäuser und Ewige Jude. Dresden 1861.
- Friedrich Helbig: Die Sage vom Ewigen Juden, ihre poetische Wandlung etc. Berlin 1874.
- Moncure Daniel Conway (1832–1907): The Wandering Jew. London 1881.
- Paulus Cassel: Das Buch Esther. Ein Beitrag zur Geschichte des Morgenlandes, aus dem hebräischen Urtext übersetzt, historisch und theologisch erläutert. Berlin/Leipzig 1885.
- Franz Pehr: Der ewige Jude in Sagen aus Kärnten. 1913.[33]

### Philosophische Abhandlungen
- Ludwig Börne (1786–1837): Der Ewige Jude. Artikel aus der Zeitschrift Die Wage (1821)
- Leon Pinsker (1821–1891): Das Judengespenst
- Martin Buber (1878–1965): Der Jude in der Welt (1934)
- Joseph Roth (1894–1939): Der Segen des Ewigen Juden (1934)
- Siegfried Kracauer (1889–1966): Ahasver oder das Rätsel der Zeit

### Musik
- Le Juif errant (1812) ist ein Melodram von Louis-Charles Caigniez mit Musik von Louis Alexandre Piccinni.
- Carl Loewe: Der ewige Jude (1834), Legende von Alois Schreiber, op. 36,3.
- Richard Wagner verarbeitete das Motiv des Ewigen Juden mehrfach: In Gestalt des ruhelos die Meere durchziehenden Seemanns in seiner Oper Der fliegende Holländer (1843) gibt Wagner am deutlichsten diesem Mythos Ausdruck, wie er in Eine Mitteilung an meine Freunde von 1851 erläutert, „eine merkwürdige Mischung des Charakters des Ewigen Juden mit dem des Odysseus“, eine Mischung aus mittelalterlich-christlicher Todessehnsucht und hellenischer „Sehnsucht nach der Heimat, Haus, Herd und Weib.“ Dieter Borchmeyer (2002) meint, Wagner habe in der Gestalt des nicht sterben könnenden, ewig unbehausten Wanderers ein Existenzsymbol seiner selbst und seines Künstlertums gesehen, dessen „Wandlungen“ auch seine eigene Wirkungsgeschichte abbildeten. Zugleich spiegelte sich für Wagner in der Ahasver-Legende das Schicksal des von ihm gehassten Judentums: Dies deute darauf hin, dass Wagner eigentlich eine verleugnete Nähe zu manchen Traditionen des jüdischen Denkens gehabt habe.
- Fromental Halévy: Le Juif errant (1852), Oper in fünf Akten nach dem Roman von Eugène Sue
- In Leoš Janáčeks Oper Die Sache Makropulos (1926) kann die Figur der Elina Makropulos (Emilia Marty) als weiblicher Ahasver gesehen werden.
- Peter Jona Korn komponierte seine vierte Symphonie Ahasver, op. 91, in den Jahren 1989–90.
- Die finnische Doom-Metal-Gruppe Reverend Bizarre thematisierte die Figur des ewigen Juden in ihrem Titel The Wandering Jew von der EP Harbringer Of Metal (2003).

### Bildende Kunst
- Gustave Doré schuf 1856 eine Serie von zwölf Holztafeln über das Thema.
- Samuel Hirszenberg stellte 1899 den Ewigen Juden aus jüdischer Sicht dar.
- Marc Chagall: Le Juif errant, 1923–25.
- Sarnath Banerjee veröffentlichte 2007 eine indische Graphic Novel namens „The Barn Owl’s Wondrous Capers“, die von der Legende des wandernden Juden inspiriert wurde.

### Film
In dem Stummfilm Der Golem, wie er in die Welt kam (1920) wird Ahasveros vom Kaiser und seinem Gesinde ausgelacht. Daraufhin lässt er dessen Palast zusammenstürzen. Der Golem rettet die Anwesenden.
Weitere Filme waren Ahasver und Ahasver, der ewige Jude.
Der schweizerische Schriftsteller, Journalist und Türkeiexperte Max Rudolf Kaufmann reichte bei der US-Copyrightstelle 1934 ein Filmdrehbuch „Ahasver“ in deutscher Sprache ein. Ob und wie es realisiert wurde, ist nicht bekannt.
Im Film Das siebte Zeichen (1988) mit Demi Moore und Jürgen Prochnow in den Hauptrollen stellt Prochnow den Messias und Bringer der Apokalypse dar. Cartaphilos erkennt die Zeichen, die das Ende ankünden, und will alles, was diese Abfolge unterbräche, verhindern – denn wenn Jesus sein weltliches Reich antritt, kann er (Cartaphilos) endlich sterben.
In dem Mystery-Thriller The Gathering (2002) wird ebenfalls inhaltlich an den Mythos vom Ahasver angeknüpft. Der Ahasver erscheint hier als der Prototyp des Gaffers.
In der dritten Staffel der US-amerikanischen Serie „Fargo“ (2017) tritt ein „Paul Marrane“ gespielt von Ray Wise auf.

## Verwandte Legenden
In vom Islam geprägten Ländern fand eine ähnliche Figur Verbreitung: Im Koran wird Sameri, der Samaritaner, von Mose zur ewigen Wanderschaft verflucht, weil er den Israeliten beim Herstellen des Goldenen Kalbes half. Die islamische Tradition kennt außerdem den mystischen Propheten al-Chidr, der ebenfalls unsterblich – aber nicht ruhelos – durch die Welt wandern soll.
Das Motiv des Umherirrens bis zum Jüngsten Tag als Folge eines Fluches findet sich in der Sage vom Fliegenden Holländer. Sie scheint aber vergleichsweise jung zu sein (die frühesten schriftlichen Zeugnisse stammen aus dem späten 18. Jahrhundert), und ihr religiöser Bezug ist wenig ausgeprägt. In der bekanntesten Version verflucht sich der holländische Kapitän aus Sturheit und Überheblichkeit selbst; in anderen Versionen trifft ihn göttliche Strafe dafür, dass er einen Seemann über Bord wirft oder ein Versprechen bricht.